# Marcio Lassiter
Marcio Lassiter (San Francisco, 16 maggio 1987) è un cestista statunitense con cittadinanza filippina.

## Carriera
Con le Filippine ha disputato i Campionati asiatici del 2011.